# Bernardino Luini

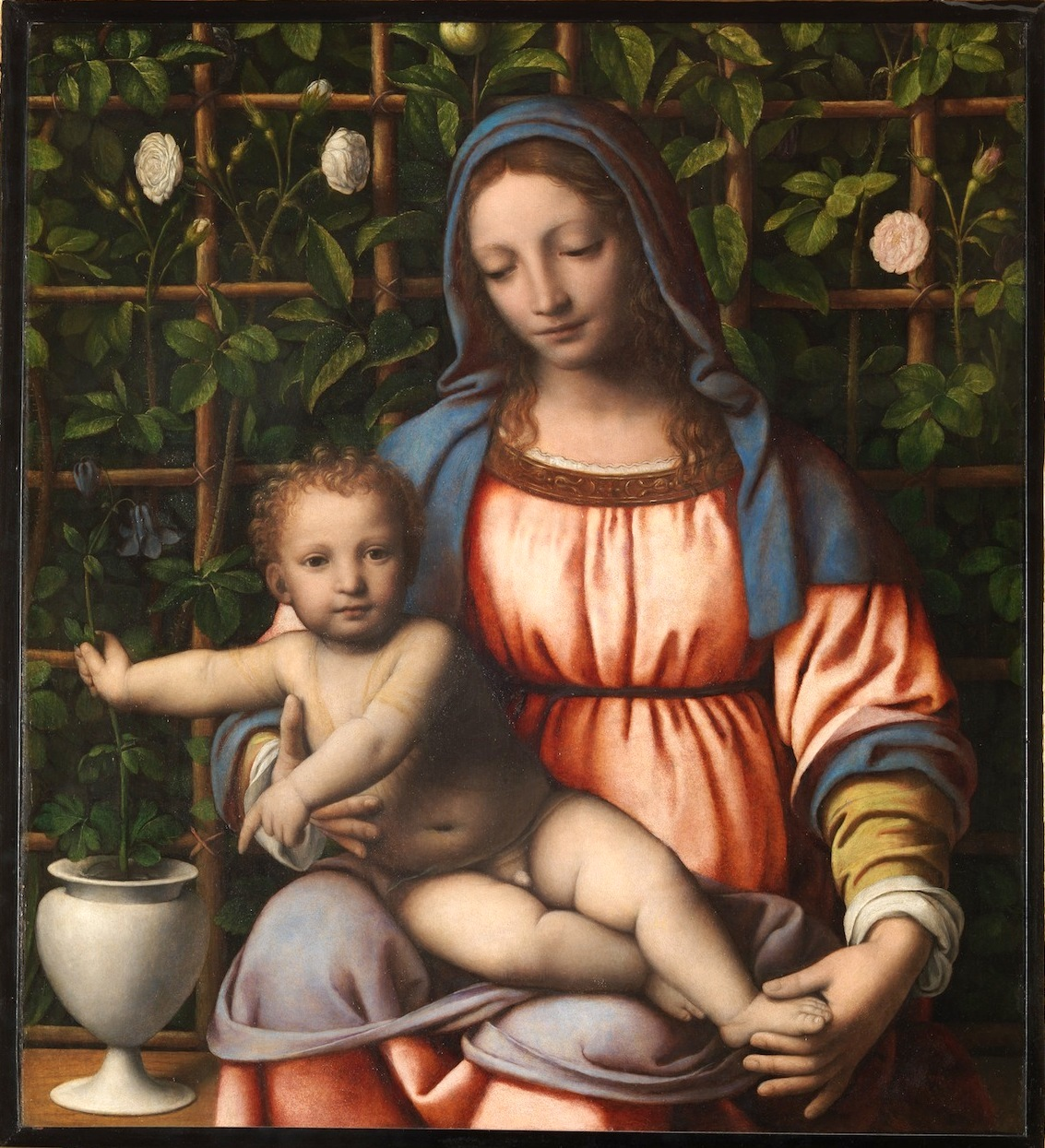
Virgen del rosal (Pinacoteca de Brera).

Bernardino Scapi, o de Scapis, llamado Bernardino Luini por su tierra natal (Dumenza, cerca de Luino, Italia, h. 1480/82 - Milán, 1532), fue un pintor del Norte de Italia.
Tradicionalmente se creía que Luini se formó en el círculo de Leonardo, pero ahora se asume que no fue así. Según el historiador de arte Sydney Joseph Freedberg, Luini fue un pintor conservador que tomó «de Leonardo tanto como sus raíces le permitieron comprender». Repitió diseños del maestro y se esmeró en imitar sus tipos físicos, lo que consiguió con relativo acierto, por lo cual muchas de sus obras fueron atribuidas a Leonardo. Se dice que tanto Luini como Giovanni Antonio Boltraffio trabajaron directamente con Leonardo. Se considera que Luini debió ser alumno de Ambrogio Bergognone. Melozzo da Forlì ejerció gran influencia en su obra.
Nacido en Dumenza, cerca de la localidad de Luino, de la que toma su sobrenombre, fue un prominente pintor lombardo de principios del siglo XVI. Son escasos los detalles que se conocen de su vida. Trabajó en Milán, donde pintó varios frescos en palacios e iglesias de la ciudad y sus alrededores. Los más conocidos son los frescos para Villa Pelucca en Sesto San Giovanni (hoy en la Pinacoteca de Brera, Milán). Destacan sus frescos para la iglesia de San Murizio al Monastero Maggiore de Milán. Alrededor de 1525 completó una serie de frescos sobre la vida de la Virgen y Cristo para la iglesia de Santa Maria dei Miracoli en Saronno. Fue conocido especialmente por sus figuras femeninas llenas de gracia con ojos ligeramente estrábicos, llamados luinescos por Vladimir Nabokov. Murió en Milán.

## Obras escogidas

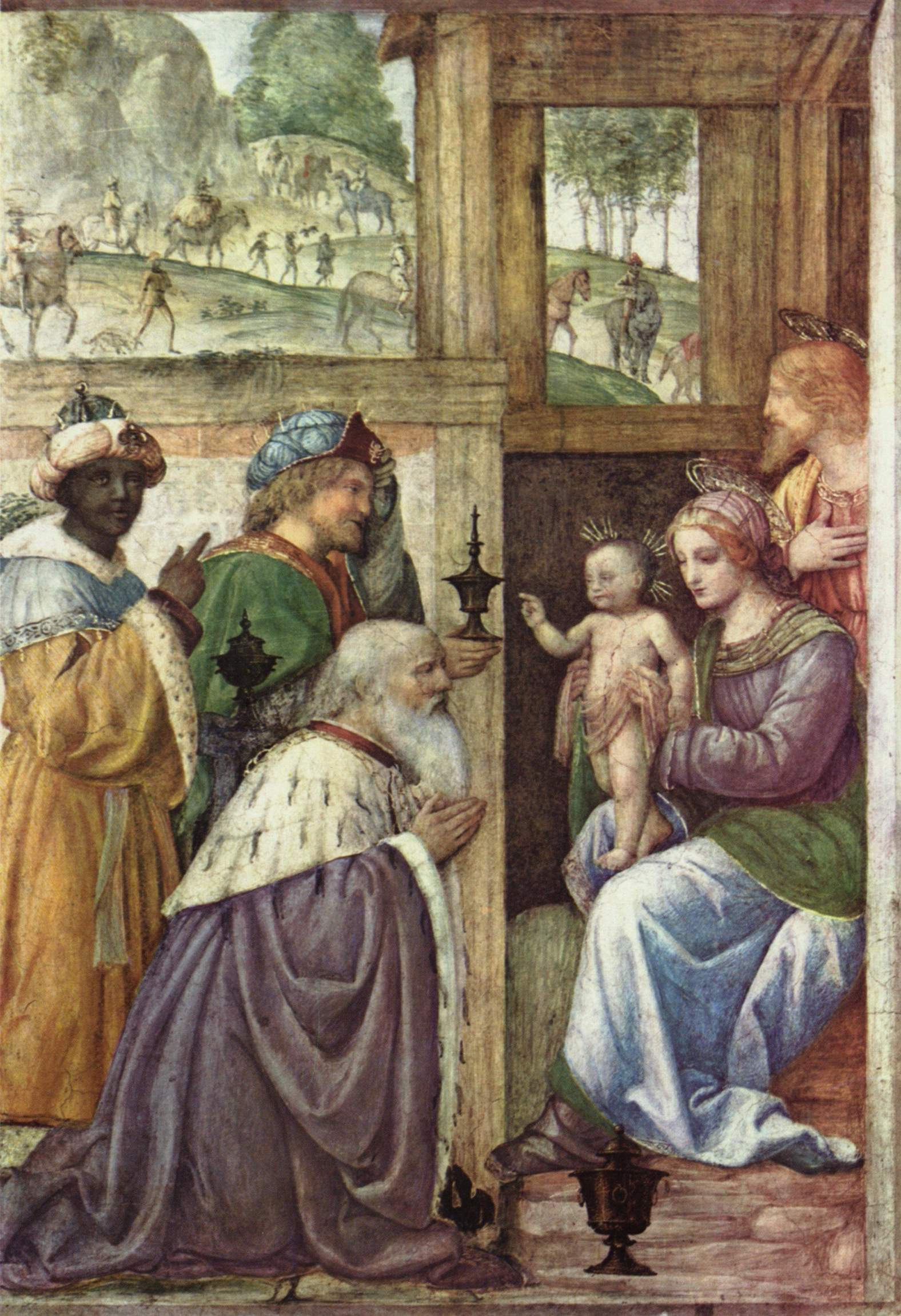
Adoración de los Magos, fresco separado de la pared, 1520-25 (Museo del Louvre).

- La Virgen con los santos Agustín y Margarita, Museo Jacquemart-André, París. Firmado "Bernardino Milasnese", y datado 1507. "Un indicador de la solidez del aprendizaje de Luini en un estilo cuatrocentista rígido y verista" (Freedberg 1993:390), antes de la influencia del estilo de Leonardo, transformadora pero superficial.
- La Virgen, el Niño y san Juan (h. 1510), National Gallery de Londres. Otra versión está en el Museo de Arte Fogg, de Boston.
- Virgen entronizada, abadía de Chiaravalle (h. 1512)
- Cristo entre los Doctores (h. 1515-30), National Gallery, Londres
- Frescos de la capilla de san José, Santa María de la Paz, (1518-20) separado, en la Pinacoteca de Brera.
- Santa Catalina, National Gallery, Londres. Hay otra versión en el Museo del Hermitage, San Petersburgo)
- Salomé, Museo Ball State, Indiana
- Conversión de María Magdalena, San Diego
- Ciclo de frescos para casas de campo y urbanas de la familia Rabia (1520-25). Hoy en la Pinacoteca de Brera, Berlín, Washington (Galería Nacional de Arte Procris y Céfalo de Casa Rabia, Milán) y otros lugares. También hay algunas pinturas sobre tabla en la Galería Nacional de Washington D. C..
- figura femenina, (1521-1523) Museos Cívicos de Pavía[3]
- San Ambrosio, 1520-1522, Museo de la Cartuja de Pavía[4]
- San Martín, 1520-1522,  Museo de la Cartuja de Pavía[5]
- Virgen con Niño y San Juan, Museo Liechtenstein de Viena
- Frescos de la Vida de Cristo y la Vida de la Virgen (1525) Santa María de los Milagros, Saronno.
- Adoración de los Magos, fresco separado de la pared, 1520-25 (Museo del Louvre). Ver mención de Marcel Proust

Varias obras de este autor se hallan en colecciones españolas:
- Sagrada Familia con san Juanito, Museo del Prado, Madrid. Tabla, 100 x 84 cm. Compárese con la Virgen de las Rocas de Leonardo da Vinci en el Louvre y en la National Gallery de Londres . La Escuela de Bellas Artes de París conserva un dibujo del Niño Jesús y san Juanito, considerado el cartón empleado para estas figuras en el cuadro del Prado.
- Salomé con la cabeza del Bautista, Museo del Prado.
- Sagrada Familia en un paisaje, Madrid, Museo Thyssen-Bornemisza.
- Virgen con el Niño, Madrid, Convento de las Descalzas Reales.
- La Natividad, Madrid, Real Monasterio de la Encarnación.
- Virgen con el Niño entre san Antonio y san Roque, Utrera (Sevilla).
- Virgen con el Niño y san Juanito, Museo del Patriarca, Valencia.
- La Virgen leyendo, Museo del Prado. Obra pendiente de estudio; considerada copia.